# Дюшен, Пьер
 Пьер Дюшен  (фр.  Pierre Duchesne; 27 февраля 1940, Ля Малби фр.  La Malbaie,  Квебек) — бывший генеральный секретарь Национальной ассамблеи (парламента), а с 7 июня 2007 — лейтенант-губернатор провинции  Квебек (Канада).

## Биография
Учился в семинарии города Шикутими (Séminaire de Chicoutimi). Окончил юридическое отделение  Университета Лаваль (Université Laval) в городе  Квебек.
В 1984-2001 годах — генеральный секретарь  Национальной ассамблеи (парламента) Квебека.
7 июня 2007, после отставки Лиз Тибо, замешанной в финансовом скандале, был назначен новым, тридцать восьмым по счету лейтенант-губернатором Квебека.